# Chen Lijun
Chen Lijun (Yiyang, 8 de fevereiro de 1993) é um halterofilista chinês, campeão olímpico.

## Carreira
Lijun conquistou a medalha de ouro nos Jogos Olímpicos de Verão de 2020 em Tóquio, após levantar 332 kg na categoria masculina para pessoas com até 67 kg. Ele é quatro vezes campeão mundial e duas vezes campeão asiático competindo na divisão de 62 kg até 2018.